# Absa Bank
Absa Bank Limited, anciennement connue sous le nom d'Amalgamated Banks of South Africa, est une banque commerciale sud-africaine et la banque phare du groupe Absa. Elle est agréée par la Banque de réserve sud-africaine, banque centrale et autorité nationale de régulation bancaire.
Absa Bank Limited est une filiale à 100 % d'Absa Group Limited, le conglomérat panafricain de services financiers dont le siège social est en Afrique du Sud, avec des filiales dans 12 pays africains, dont le total des actifs dépassait 91 milliards de dollars américains en octobre 2019. Les actions d'Absa Group Limited sont cotées à la Bourse du Johannesbourg, où elles se négocient sous le symbole AGL.

## Histoire
Selon les archives de Barclays Bank Plc, Amalgamated Banks of South Africa Limited a été constituée en 1986, par la fusion d'UBS (United Building Society) Holdings, des groupes Allied et Volkskas, et de certaines participations du groupe Sage. En 1992, Absa a acquis la totalité des parts du groupe Bankorp, qui comprenait TrustBank, Senbank et Bankfin. La holding bancaire a été rebaptisée Absa Group Limited en 1997.
En 2005, Barclays a acquis une participation majoritaire de 62,3 % dans ABSA. La filiale sud-africaine de Barclays et les activités de Barclays Capital ont ensuite été exploitées sous la marque ABSA. Douze autres filiales financières, réparties dans 11 pays d'Afrique subsaharienne, ont été intégrées au groupe. Le groupe Absa a été rebaptisé Barclays Africa Group.
En 2016, Barclays Bank Plc, qui détenait 62,3 % de Barclays Africa Group (BAG), alors société mère d'Absa Bank Limited (filiale sud-africaine), a décidé de céder sa participation majoritaire dans BAG, d'une valeur de 3,5 milliards de livres sterling à l'époque.
En 2017, Barclays a réduit sa participation dans BAG à 14,9 %. Par la suite, BAG a été rebaptisée Absa Group Limited en 2018. Aux termes de ce changement de nom, Absa avait jusqu'en juin 2020 pour modifier le nom de ses filiales dans 12 pays africains.